# Siostra Carrie
Siostra Carrie (org. Carrie) – amerykański film dramatyczny z 1952 roku, będący adaptacją powieści Theodore Dreisera.

## Fabuła
Lata dziewięćdziesiąte XIX wieku. Carrie opuszcza swoje rodzinne miasteczko i wyrusza do Chicago, z nadzieją poprawy losu. Otrzymuje pracę jako szwaczka, ale szybko traci ją po wypadku któremu uległa. Z pomocą przychodzi jej Charles Drouet, podróżujący sprzedawca, którego poznaje w pociągu. Drouet przedstawia ją kierownikowi George'owi Hurstwoodowi, mężczyźnie żonatemu i posiadającemu dzieci. Mimo różnicy wieku i przepaści społecznej Carrie i George zakochują się w sobie. Zakochany Hurstwood porzuca rodzinę.

## Główne role
- Laurence Olivier - George Hurstwood
- Jennifer Jones - Carrie Meeber
- Miriam Hopkins - Julie Hurstwood
- Eddie Albert - Charles Drouet
- Ray Teal - Allen
- Barry Kelley - Slawson
- William Reynolds - George Hurstwood, Jr.
- Mary Murphy - Jessica Hurstwood
- Basil Ruysdael - pan Fitzgerald
- Walter Baldwin - ojciec Carrie
- Dorothy Adams - matka Carrie